# 니키 홉킨스
니키 홉킨스(영어: Nicky Hopkins, 1944년 2월 24일 ~ 1994년 9월 6일)는 영국의 피아노, 오르간 연주자이다. 1960년대부터 1970년대에 걸쳐 영국, 미국의 인기 음악 세션에 다수 참가했다. 록 음악의 중요한 세션 연주자 중 한 명으로 평가된다.